# Јосип Антоловић
Јосип Антоловић – Хрват (Славонски Брод, 5. март 1916 — Загреб, 28. јануар 1999), учесник Народноослободилачке борбе, генерал-пуковник ЈНА и народни херој Југославије.

## Биографија
Рођен је 5. марта 1916. године у Славонском Броду, у радничкој породици. У родном граду је изучио занат и радио у Фабрици вагона. Члан Савеза комунистичке омладине Југославије (СКОЈ) постао је 1934. године. Године 1937, с групом скојеваца био је упућен у Шпанију. При преласку аустријске границе, група је била похапшена и враћена у Југославију.
Као металски радник, био је члан Уједињених радничких синдиката (УРС) и радио у неколико секција синдиката у Радничком дому у Славонском Броду. Члан Комунистичке партије Југославије (КПЈ) постао је марта 1941. године.
После окупације Југославије 1941, радио је на прикупљању оружја, а пошто је био запослен у одељењу за локомотиве творнице вагона, добио је задатак од КПЈ да направи папуче за вучу вагона. Тада је био откривен и ухапшен крајем јула 1941. године. Исте ноћи успео је да побегне из затвора и пребацио се илегално у Мачву. Без докумената се нашао у селу Црна Бара, где је поново био ухапшен и спроведен у затвор у Богатићу. У затвору је провео једну ноћ, јер су 7. августа 1941. године мачвански партизани заузели Среску зграду у Богатићу и ослободили затворенике. Антоловић је ступио у чету Мачванског одреда, којом је командовао Мика Митровић Јарац, и добио партизанско име Хрват. После прве акције одреда против окупатора, постао је командир вода. Учествовао је у борбама код Мачванске Митровице, Прњавора, Бање Ковиљаче, Шапца, Ноћаја и осталих места. Када је Мика Митровић погинуо у борби за Шабац, Антоловић је постао командир ударне чете Мачванског партизанског одреда. 
Преживевши уништење Мачванског одреда и последњу борбу, 2. марта 1942. године, илегално се вратио у Славонски Брод до 17. марта. Одмах се повезао с руководством КПЈ и крајем марта поновно отишао у партизане. Крајем априла, од 28 комуниста, скојеваца и симпатизера, углавном из Славонског Брода и околине, формирана је у источној Славонији партизанска чета, чији је командир био Антоловић. Затим је био командант батаљона с којим је ушао у састав Прве славонске бригаде и почетком 1943. године постао командант исте бригаде. Као командант бригаде, учествовао је у борбама за Воћин, Ораховицу, Вировитицу, Гарешницу, Нашице, Велику и у низу других борби у Славонији. У Хрватском Загорју, учествовао је у нападу на логор Лепоглаву, где је било ослобођено 90 политичких затвореника.
У јесен 1943. године, бригада је прешла у Босну, где је Антоловић учествовао у разбијању четничких јединица и у другим борбама на планини Мотајици, те за Теслић, Прњавор и у низу других места. Јануара 1944. године, био је постављен за команданта 33. дивизије Десетог загребачког корпуса НОВЈ. Дивизија је дејствовала у непосредној близини Загреба, на главној магистрали Загреб—Београд. Доласком Црвене армије у Вировитицу, 33. дивизија је учествовала у одбрани вировитичког мостобрана, и два месеца одолевала нападима немачко-усташких снага. После пробоја Сремског фронта и повлачења немачких снага, као командант дивизије, спречио је непријатеља да организује одбрамбену линију на реци Илови.
Године 1943, на ослобођеној територији Славоније био је биран за већника ЗАВНОХ-а.
После рата, Антоловић се налазио на многим одговорним дужностима у ЈНА као командант дивизије, начелник штаба Армије, командант корпуса, начелник Пешадијског школског центра ЈНА и остало.
Завршио је Војну академију „Михаил Васиљевич Фрунзе“ у Совјетском Савезу и школу оператике Више војне академије ЈНА. Пензионисан је у чину генерал-пуковника ЈНА.
Умро је 28. јануара 1999. године у Загребу. Сахрањен је на загребачком гробљу Мирогој.
Носилац је Партизанске споменице 1941, Ордена заслуга за народ са златним венцем и осталих југословенских одликовања. Орденом народног хероја одликован је 27. новембра 1951. године.